# 禁断の恋
『禁断の恋』（きんだんのこい）は、2008年1月25日発売のDVD映画作品。同性愛者の視点で描かれた物語。
©︎2007「BL系シネマ」製作委員会

## ストーリー
アパレルメーカー「LOVE＆HATE」のデザイナーである水木律(三上真史)は、NY留学からの帰国当日に社長の息子二人との同居を言い渡される。実は、突然引きこもりになってしまった高校生の長男・翔(加藤良輔)の様子を見て話を聞いてやってほしいと社長から頼まれた律は、翔を心配しながらも再会を楽しみに兄弟達の家を訪ねた。弟の遼(湯川尚樹)は律との再会を喜んだが、翔は心を閉ざしたままであった。翔の変貌ぶりに律は衝撃を受ける。留学前、翔と律は密かに愛しあっていたのだ。翔を立ち直らせようと必死で努力する律。しかし彼の知らない所で悪意に満ちた裏切りが忍び寄っていた。

## 登場人物
水木 律（みずき りつ）
演 - 三上真史
紳士用スーツ会社でデザイナーとして働く。入社直後に新入社員による商品デザインの社内コンペで優勝し、その副賞としてニューヨーク留学しており、冒頭で日本に一時帰国してしばらくの間営業の仕事を任される。ニューヨークでの仕事の成績は、優秀。両親を事故で亡くした後、及川家で家庭教師のバイトをしながら専門学校に通った。正臣に恩を感じており、社員となってからは将来会社を継ぐであろう翔と遼を支えて行こうと思っている。帰国後は、正臣のマンションの5階の自室で寝起きしながら、ニューヨークのデザイナー学校の卒業制作の服のデザインを考え始める。好きな色は、赤色。
及川 翔（おいかわ しょう）
演 - 加藤良輔
本来なら高校3年生だが、半年後に卒業を控えていたが高校を退学した後、自宅マンションから出ない生活を送っている。自身の家庭教師だった律と密かに交際していたが、彼の留学により遠距離恋愛となった。学校生活を頑張って律の帰国を待つと約束したが、帰国した彼に冷たい態度で接する。好きな色は白色だが、以前は律の真似をして赤色が好きになったこともある。泳ぐことが得意。
及川 遼（おいかわ りょう）
演 - 湯川尚樹
高校生。子供っぽい無邪気な性格。律を「律にいちゃん」と呼び慕う。和洋問わず料理が得意。翔より成績優秀だが、兄と同じ高校に進学した。自宅では律から、英語を教わる。兄想いな性格で、部屋にこもるようになった翔が立ち直れるか心配している。
佐々木 敬一（ささき けいいち）
演 - 渡部紘士
正臣の会社の部長。社長から優遇されている律を快く思っておらず、日本に帰ってきた彼に「コネ入社」呼ばわりするなど挑発的に接する。律に日本での営業成績によって、ニューヨーク留学の打ち切りもあることを告げる。一年前に正臣がマンションの4階と5階を管理職用社宅として借りており、自身は4階の部屋に住んでいる。
及川 正臣（おいかわ まさおみ）
演 - 松本公成
紳士用スーツや革靴などを扱う会社社長兼デザイナー。律の父の親友だったことから、律が子供の頃から親しくしてきた。冒頭で南米の工場でトラブルが起きて1か月間の予定で現地に行くことになり、ニューヨークで働いていた律を急遽日本に呼び戻す。自宅に引きこもるようになった翔がこの3か月間自身と話してくれなくなったことを心配し、律になら心を開いてくれると期待して彼を自宅に住まわせる。

## スタッフ
- 監督：草野陽花
- 製作：藤本款、大橋孝史
- プロデューサー：川島正規
- 脚本：松本恭佳
- 撮影：早坂伸

(C)2007 「BL系シネマ」製作委員会

## DVD
- 『禁断の恋』（2008年1月25日発売 クロックワークス 71分） BBBJ-7339
  - 約50分(内容:メイキング／インタビュー／NG集／他)